# Adrià Moreno
Pour les articles homonymes, voir Moreno.
Moreno  Sala est un nom espagnol. Le premier nom de famille, en général paternel, est Moreno ; le second, en général maternel, souvent omis, est Sala.
Adrià Moreno Sala est un coureur cycliste espagnol, né le 19 août 1991 à Olot (Province de Gérone). Son palmarès comprend plusieurs victoires obtenues sur des courses espagnoles dont le Tour de Tenerife mais aussi des épreuves françaises comme le Grand Prix de Cours-la-Ville. Il s'est également adjugé le classement général final de la British Spring Cup Series en 2016 au cours de son premier passage chez les professionnels.

## Biographie

### Débuts cyclistes
Adrià Moreno naît à Olot, ville de Catalogne. Dans son enfance, il effectue plusieurs fois par semaine le trajet en vélo qui sépare l'école de son domicile familial. C'est finalement à l'âge de douze ans qu'il s'inscrit à l’école de cyclisme d’Olot,. Il a également pratiqué le basketball.
Dans les premières années de sa carrière, il court principalement dans sa région natale. Il est notamment champion de Catalogne juniors en 2009. Il fait ensuite ses débuts en 2010, année où il obtient un titre régional. En 2014, il remporte quatre courses, dont le Tour de Lleida. Au niveau national, il termine troisième et meilleur grimpeur du Tour de León, course par étapes réputée chez les amateurs espagnols.
En 2015, il participe au programme Erasmus et profite de cette opportunité pour courir en Grande-Bretagne au sein de la formation Velosure Starley Primal

### 2016-2017: première incursion chez les professionnels
En 2016, il est recruté par l'équipe continentale Raleigh GAC comme ses compatriotes Albert Torres et Sebastián Mora. Durant cette première saison chez les professionnels il partage son temps entre l'Espagne où il continue de courir et la Grande-Bretagne. Dans son pays natal, il participe au Trofeo Serra de Tramontana et au Tour de la Communauté valencienne avec l'équipe nationale d'Espagne en début de saison. Il participe également à quelques compétitions organisées en Catalogne et remporte la Cursa Festes del Tura d´Olot au mois d'octobre. En Grande-Bretagne, il se distingue en s’adjugeant la British Spring Cup Series, un classement qui prend en compte plusieurs courses du calendrier national britannique disputées au premier semestre. Il se classe également troisième du Tour du réservoir, du Grand Prix Ryedale et du classement général du British Grand Prix Series. Satisfaite de ces prestations la direction de l'équipe Raleigh GAC renouvelle son contrat en fin d'année.
En 2017, comme l'année précédente, il prend part à des compétitions espagnoles et britanniques. En Espagne, il gagne le Campionat Social Sport Ter devant Matthew Holmes, le Gran Premi Inauguració de Les Franqueses où il prend de vitesse Laurent Evrard et Piotr Havik  à l'arrivée ainsi que le Grand Prix La Garrotxa. Il participe également au Tour de la Communauté valencienne avec l'équipe nationale d'Espagne. En Grande-Bretagne, il se classe dixième du Beaumont Trophy et douzième du Velothon Wales. Il quitte la formation Raleigh GAC à la fin de cette saison.

### 2018-2020: amateur dans les équipes françaises
Après deux saisons passées chez les professionnels, il redescend chez les amateurs en 2018 à l'AVC Aix-en-Provence, club français évoluant en division nationale 1. Dès ses débuts, il se montre à son avantage en terminant troisième des Grand Prix de Puyloubier et Pierre-Pinel. La suite de sa saison lui permet de s'imposer comme l'un des meilleurs amateurs de DN1. Il remporte une étape du Tour du Pays Roannais, mais également deux étapes du Tour de Tenerife, ou le classement de la montagne du Circuit des Ardennes international. De plus, il se classe deuxième du Tour de la Manche, troisième de la Boucle de l'Artois, sixième de La SportBreizh en Coupe de France DN1, septième du Tour du Jura ou encore dixième du Tour du Gévaudan Occitanie. Il est sixième du classement DirectVelo qui récompense les meilleurs amateurs du calendrier français en fin d’année.
Malgré des contacts avec l'équipe Cofidis, il ne parvient pas à passer professionnel et poursuit une saison chez les amateurs en 2019. Vainqueur à quatre reprises sur des courses régionales catalanes, il s'impose également au Grand Prix de Cours-la-Ville ou sur le Tour de Tenerife, tout en ayant remporté trois étapes (dont un contre-le-montre par équipes) ainsi que les classements par points, du meilleur grimpeur et par équipes. La semaine suivante, il termine troisième du Tour de la province de Valence, remporté par son coéquipier Simon Carr. Faute d'obtenir un contrat dans une équipe professionnelle, son souhait, il s’engage pour 2020 avec le club de VC Villefranche Beaujolais (champion de France 2019 de première division).
En 2020, son début d'année est perturbé par la pandémie de Covid-19 qui entraine l'annulation des courses cyclistes à partir du mois de mars. Il reprend la compétition en aout. Il participe au Tour de Savoie Mont-Blanc qu'il termine en sixième position à quatre minutes et trente secondes de Pierre Rolland, le vainqueur de cette épreuve inscrite au calendrier de l'UCI Europe Tour. Au mois de septembre, il remporte la Cursa Festes del Tura d´Olot pour la troisième fois de sa carrière.

### 2021-2022: retour chez les professionnels et fin de carrière
Après avoir un temps envisagé d'arrêter sa carrière, il signe un contrat avec l'équipe continentale autrichienne Vorarlberg-Santic à la fin de la saison 2020. Au premier semestre 2021, et pour ses débuts sous ses nouvelles couleurs, il obtient plusieurs places d'honneur sur des courses d'un jour comme le Grand Prix Voralberg et le Mercan'Tour Classic Alpes-Maritimes qu'il termine en sixième position. Il est également sixième du Tour de Haute-Autriche remporté par son coéquipier Alexis Guérin. En  juillet, il se classe quatorzième du Sibiu Cycling Tour puis neuvième du Tour Alsace. Au mois d'août, il signe un contrat de stagiaire avec l'équipe espagnole Burgos-BH. Engagé par cette formation au Tour du Portugal, il se classe cinquième des étapes qui arrivent à Bragance et Montalegre,. Il termine également treizième du classement général de cette course. Satisfaite de ces performances, la direction de la formation Burgos-BH lui offre un contrat professionnel d'un an au mois de novembre.
Ce changement d'équipe lui permet de découvrir des courses nouvelles comme le Tour de Catalogne en début de saison (il remporte d'ailleurs le prix de la combativité lors de la deuxième étape de cette épreuve inscrite au calendrier de l'UCI World Tour) ou bien la Classique de Saint-Sébastien au cours de l'été. Il participe aussi au Tour de Langkawi et obtient à cette occasion son meilleur résultat de l'année en terminant troisième de l'avant dernière étape de cette compétition disputée en Malaisie. Son contrat n'est pas renouvelé par la formation Burgos-BH à la fin de la saison 2022 et il fait le choix de quitter le monde du cyclisme professionnel pour se consacrer à sa reconversion.

## Palmarès
| - 2009 - Champion de Catalogne sur route juniors - 2010 - Champion de Catalogne sur route espoirs - 2013 - Trofeu Sant Bertomeu - 2014 - Champion de Catalogne sur route espoirs - Tour de la Garrotxa : - Classement général - 2e (contre-la-montre) et 3e étapes - Tour de Lleida - 3e du Tour de León - 2016 - British Spring Cup Series - Cursa Festes del Tura d´Olot - 3e du Tour du Réservoir - 3e du Ryedale Grand Prix - 3e du British Grand Prix Series - 2017 - Campionat Social Sport Ter - Gran Premi Inauguració de Les Franqueses - Grand Prix La Garrotxa - 2018 - Gran Premi Vilajuïga - 2e étape du Tour du Pays Roannais - 2e et 3e étapes du Tour de Tenerife - Trofeu Remença - 2e du Tour de la Manche - 2e du Tour du Chablais - 2e du Tour de Tenerife - 3e du Grand Prix de Puyloubier - 3e du Grand Prix d'ouverture Pierre-Pinel - 3e du Grand Prix de Cours-la-Ville - 3e de la Boucle de l'Artois | - 2019 - La Peratallada - Cursa Festes del Tura d´Olot - Championnat de Sabadell - Gran Premi Odena - 2e étape du Tour du Piémont pyrénéen (contre-la-montre par équipes) - Grand Prix de Cours-la-Ville - Tour de Tenerife : - Classement général - 2ea (contre-la-montre par équipes), 3e et 4e étapes - 2e du Grand Prix d'ouverture Pierre-Pinel - 2e du Tour du Chablais - 3e de Paris-Mantes-en-Yvelines - 3e du Tour de Valence - 3e du Tour de Moselle - 2020 - Cursa Festes del Tura d´Olot |  |

## Classements mondiaux
| Année           | 2016   | 2017   |
| --------------- | ------ | ------ |
| UCI Europe Tour | 1 404e | 1 258e |